# Si Paris nous était conté
Si Paris nous était conté is een Franse film van Sacha Guitry uit 1955. De film kwam in 1956 in de bioscopen.

## Verhaal
De film gaat over de geschiedenis van Parijs, verteld door Sacha Guitry aan twee studenten, in de vorm van een liefdesgeschiedenis. Het verhaal speelt zich af langs verschillende gebeurtenissen in de Parijse geschiedenis.

## Scènes
Het verhaal behandelt de volgende historische gebeurtenissen:
- de eerste ontmoeting van Karel VII met Agnès Sorel
- de oprichting van een drukkerij onder impuls van Lodewijk XI
- Het Louvre ten tijde van Frans I
- de diefstal van de Mona Lisa
- de Bartholomeusnacht
- de moord op Hendrik III door een fanatieke monnik
- de troonsafstand van Hendrik IV op vraag van zijn minnares Gabrielle d'Estrées
- de gevangenzetting van Pierre Broussel en de jonge Voltaire
- het raadsel van de man met het ijzeren masker
- de ontsnappingen van Jean Henri Latude uit de Bastille
- de literaire salons van de Madame Geoffrin en Madame d'Epinay
- de invloed van Rose Bertin op de mode van 1780
- de doodsstrijd van Voltaire en zijn begrafenis
- de bestorming van de Bastille met commentaar van Pierre Beaumarchais
- de terechtstelling van Lodewijk XVI
- het proces van Marie Antoinette
- de literaire avonden in het Café Procope
- de Parijse commune
- de Dreyfusaffaire
- de premières van Louise en Cyrano de Bergerac
- de ontdekking van het vaccin tegen hondsdolheid door Louis Pasteur

## Rolverdeling
| Acteur                     | Personage                                    |
| -------------------------- | -------------------------------------------- |
| Louis de Funès             | Antoine Allègre                              |
| Françoise Arnoul           | hertogin van Bassano                         |
| Danielle Darrieux          | Agnès Sorel                                  |
| Sophie Desmarets           | Rose Bertin                                  |
| Clément Duhour             | Aristide Bruant                              |
| Sacha Guitry               | Lodewijk XI van Frankrijk                    |
| Odette Joyeux              | passementswerkster                           |
| Robert Lamoureux           | Latude                                       |
| Pierre Larquey             | Pierre Broussel                              |
| Jean Marais                | Frans I                                      |
| Lana Marconi               | Marie-Antoinette                             |
| Michèle Morgan             | Gabrielle d'Estrées                          |
| Gisèle Pascal              | gravin van Montebello                        |
| Simone Renant              | markiezin La Tour-Maubourg                   |
| Renée Saint-Cyr            | keizerin Eugénie                             |
| Jean Tissier               | bewaker van het museum Carnavalet            |
| Gérard Philipe             | minnezanger                                  |
| Andrex                     | Paulus                                       |
| Antoine Balpétre           | Paul Verlaine, dichter                       |
| René Blancard              | Aubineau                                     |
| Jeanne Boitel              | Mme Geoffrin en actrice Sarah Bernhardt      |
| Gilbert Bokanowski         | Lodewijk XVI van Frankrijk en Hugues Aubriot |
| Julien Carette             | koetsier                                     |
| Pauline Carton             | boekhandelaar                                |
| Aimé Clariond              | Pierre Beaumarchais                          |
| Paul Colline               | Karel VII                                    |
| Jean Debucourt             | Philippe de Commynes                         |
| Jacques de Féraudy         | Voltaire oud                                 |
| Jean-Jacques Delbo         | Mr de La Personne                            |
| Bernard Dhéran             | Jonge Voltaire                               |
| Denis d'Inès               | Fontenelle                                   |
| Pierre Dudan               | manifestant                                  |
| Catherine Erard            | jonge dagloonster                            |
| Maurice Escande            | baron van Grimm                              |
| Michel François            | vijfde bezoeker                              |
| Paul Fort                  | zichzelf                                     |
| Jeanne Fusier-Gir          | bazin                                        |
| René Génin                 | meester-schrijnwerker                        |
| Gilbert Gil                | Molière                                      |
| François Guérin            | tweede bezoeker                              |
| Roland Lesaffre            | eerste royalist                              |
| Robert Manuel              | Gustave Flaubert                             |
| Jean Martinelli            | Hendrik IV en Firmin Lefebvre                |
| Jacques Morel              | gouverneur Jordan de Launay                  |
| Lucien Nat                 | Charles de Montesquieu                       |
| Claude Nollier             | Anna van Oostenrijk                          |
| Jean Paredès               | eerste arts                                  |
| Marguerite Pierry          | Caroline Delanoy, honderdjarige              |
| Jacqueline Plessis         | koningin Eleonora                            |
| Simone Paris               | dame in het Louvre                           |
| Jean Paqui                 | graaf van Orgeix                             |
| Odile Rodin                | prinses van Esling                           |
| Madeleine Rousset          | mooie dame                                   |
| Claude Sylvain             | Catharine de Medicis (jong)                  |
| Alice Tissot               | Madame Denis                                 |
| Maurice Utrillo            | zichzelf                                     |
| Pierre Vaneck              | François Villon                              |
| Jacques Varennes           | Edouard Scherer                              |
| Jean Weber                 | Hendrik III                                  |
| Suzanne Dantès             | Madame d'Epinay                              |
| Henri Doublier             | dominicaan                                   |
| Emile Drain                | Victor Hugo                                  |
| Jacques Dumesnil           | Kardinaal de Richelieu                       |
| Marguerite Jamois          | Anna vanSavoie                               |
| Paul Demange               | Monsieur Thiers                              |
| Pierre Palau               | monnik                                       |
| Pierre-Jean Vaillard       | Jacques Coitier                              |
| Albert Duvaleix            | Béranger                                     |
| André Chanu                | Sully                                        |
| Roland Bourdin             | bezoeker                                     |
| Henri Bosc                 | M. de Vendeuvres                             |
| Micheline Dax              | Yvette Guilbert                              |
| Germaine Dermoz            | Catharina de Medicis                         |
| René Dupuy                 | M. Durand                                    |
| Jim Gérald                 | koetsier                                     |
| René Lefèvre-Bel           | D'Alembert                                   |
| Jacques Maffioly           | gezworene                                    |
| Henri Belly                | dienstknecht                                 |
| Albert Michel              | verbruiker                                   |
| Jacques Derives            | gemeenteambtenaar                            |
| Marcel Rouzé               | lakei van Beaumarchais                       |
| Guy Rapp                   | Marat                                        |
| Gisèle Grandpré            | markiezin van Sévigné                        |
| Maria Lopez                | markiezin van Las Marismas                   |
| Marcel Lupovici            | Marcel Paul                                  |
| Pierre Massimi             | fotograaf                                    |
| Hubert Noël                | jonge man                                    |
| Léna Pastor                | Marthe Rioton                                |
| André Roanne               | Diderot                                      |
| Jean-François Rémi         | Jules Mazarin                                |
| Serge Sauvion              | politieman                                   |
| Irène Tunc                 | gravin de Malazet                            |
| Georges Spanelly           | Bourgoin                                     |
| Siren Adjemova             | Barones de Pierres                           |
| Paul Guers                 | graaf de Villars                             |
| Félix Marten               | markies de Mirabeau                          |
| Alain Bouvette             | M. Duval                                     |
| Louis Viret                | gevangenisbewaker                            |
| Catherine Romane           | mooie dame                                   |
| Guy Marly                  | revolutionnair                               |
| Jacques Mancier            | M. de Villette                               |
| Guy Mairesse               | priester                                     |
| Georges Cusin              | zondaar                                      |
| Denise Carvenne            | Madame Elisabeth                             |
| Florence Arnaud            | gravin van Marsenia                          |
| Lucienne Granier           | elegante dame uit de provincie               |
| Jeanne Véniat              | Madame Lefebvre, de moeder van Firmin        |
| Françoise Jacquier         | verliefde vrouw                              |
| Ariane Lancel              | Diane van Poitiers                           |
| Brigitte Segui de Carreras | bekoorlijke vrouw                            |
| Janine Grenet              | Margaretha van Valois                        |
| Nadine Olivier             | hertogin van Étampes                         |
| Claudie Petit              | dame op het bal                              |
| Fabiène Mai                | geestelijke                                  |
| Philippe Richard           | Lodewijk Filips                              |
| André Numès Fils           | gewone Parijzenaar                           |
| Henri Coutet               | verbruiker                                   |
| Jean Dunot                 | monnik en arts                               |
| Edmond Beauchamp           | revolutionnair                               |
| Bob Ingarao                |                                              |
| Léon Walther               | royaliste die Beaumarchais ondervraagt       |
| Marcel Perès               | Herman                                       |
| Georges Bever              | Gustave Henri en geneesheer                  |
| Jacques Sancerre           | Camille Desmoulin                            |
| Fernand Bellan             | Tristan de kluizenaar en Fouquier-Tinville   |
| Wladimir Brzosko           | Nijinski                                     |
| Laurent Capelli            | bezoeker                                     |
| Pierre Darcey              | Julius Caesar                                |
| Henri Jadoux               | Jacques Callot                               |
| Roger Royer                | politieman                                   |
| Jean-Marie Bon             |                                              |
| Louis Saintève             | man                                          |
| Philippe de Chérisey       | visser                                       |
| Jean-Marc Anthony          | politieluitenant                             |
| Louis Arbessier            | Lodewijk XIII van Frankrijk                  |
| Alex Archambault           | Léonard                                      |
| Bob d'Arcy                 | bewaker                                      |
| Aubert                     | onbekend criticus                            |
| Antoine Baud               | royalist                                     |
| Philippe Béharn            | hoofdbewaker                                 |
| René Bernard               | Ravaillac                                    |
| M. Berryer                 | hoofdbewaker                                 |
| Jacques Bertrand           | Mirabeau                                     |
| Gérard Bokanowski          | Henri III als kind                           |
| Michèle Cancre             | La comtesse d'Orgeix                         |
| Jacqueline Cartier         | bevallen vrouw                               |
| René Charles               | gouverneur Pierre Baisle                     |
| Louise Chevalier           | bezoekster                                   |
| Ferna Claude               | breister                                     |
| Sylviane Contis            | Jeanne d'Arc                                 |
| Jean-Paul Coquelin         | Maurice de Féraudy die Mascarille speelt     |
| Max Dalban                 | Jules Villé                                  |
| Mme Damien                 | Madame Bertrand                              |
| Darbe                      | gezworene                                    |
| Guy Denancy                | royalist                                     |
| Jean Droze                 | Hubert                                       |
| Jean-Pierre Duclos         | man aan het Louvre                           |
| Jean-Marie Fertey          | Jasmin                                       |
| Marie Francey              | geestelijke en burgervrouw                   |
| Gaulin                     | gouverneur Berryer                           |
| Emile Genevois             | zondaar                                      |
| Yvonne Hebert              | bezoekster                                   |
| Robert Hennery             | apotheker                                    |
| Guy Henry                  | Samson                                       |
| Raymond Isella             | Napoleon III                                 |
| Charles Lahet              | Louis Pasteur                                |
| Lopez                      | Napoleon Bonaparte                           |
| Pierre Lord                | chirurg                                      |
| Michel Maurette            | wandelaar                                    |
| Mauroy                     | Valère                                       |
| Albert de Médina           | Paul Tabout                                  |
| Gilbert Moryn              | Danton                                       |
| Maria Nelson               | Charlotte Corday                             |
| Pallazolo                  | Toulouse Lautrec                             |
| Xénia Palley               | Karsavina                                    |
| Joël Plouvin               | bezoeker                                     |
| Stéphane Prince            | student                                      |
| Josette Privat             | dienstbode                                   |
| Guy Provost                | arbeider                                     |
| Jacques Ralph              | gevangenisbewaker                            |
| Marcel Rey                 | Victor                                       |
| Bernard Roland             | een verliefde man                            |
| Alain Saury                | Arsène                                       |
| B. de Trevis               | elegante heer                                |
| Vernay                     | Hendrik II                                   |
| Claude Viriot              | Victor Hugo                                  |
| Dominique Viriot           | Lodewijk XIV van Frankrijk als kind          |
| Marie-Thérèse Albéric      |                                              |
| Martine Alexis             |                                              |
| René Berthier              |                                              |
| Catherine Brieux           |                                              |
| Pierre Collet              |                                              |
| Mary Cress                 |                                              |
| Chantal Després            |                                              |
| Raymond Eudé               |                                              |
| Jean Filliez               |                                              |
| René Hell                  |                                              |
| Germaine Ledoyen           |                                              |
| Gauthier Leroy             | groot seigneur                               |
| Annie Monnier              |                                              |
| Max Montavon               |                                              |
| Madame de Morlaix          |                                              |
| Josette Pierson            |                                              |
| Jean-Marie Robain          |                                              |
| Alice Sapritch             | hofdame                                      |
| Georges Tat                |                                              |
| Maria de Verneuil          | hofdame                                      |
| Pierre Would               |                                              |